# Ease of Doing Business Index

Ease of Doing Business Index representat al mapa de món, l'any 2010. En verd, les nacions de rang superior, en vermell les nacions d'un nivell inferior. El gris representa els països que manquen de dades suficients. Cada color representa un quartil de la classificació de les nacions.

L'Ease of Doing Business Index (en català es podria traduir com Índex de Facilitat de Fer Negocis) és un índex creat pel Banc Mundial que avalua la simplicitat de les regulacions per a les empreses i la protecció dels drets de propietat. La investigació empírica finançada pel Banc Mundial pretén mostrar que l'efecte de la millora d'aquestes normes en el creixement econòmic és fort.
El projecte Doing Business va començar el novembre del 2001. Se centra en les petites i mitjanes empreses nacionals i analitza les regulacions que influeixen en els seus cicles d'existència. Doing Busines i el model de cost estàndard desenvolupat i aplicat inicialment pels Països Baixos són en l'actualitat les úniques eines estandarditzades que analitzen un ampli repertori de jurisdiccions per quantificar l'impacte de la legislació dels governs en l'activitat de les empreses.

## Metodologia
L'índex es basa en l'estudi de les lleis i reglaments, amb l'entrada i verificació de més de 8.000 funcionaris governamentals, advocats, consultors de negocis, comptadors i altres professionals de 183 economies que habitualment assessoren o administren els requisits legals i reglamentaris.
L'Ease of Doing Business Index està destinat a mesurar les regulacions que afecten directament a les empreses i no mesuren directament les condicions generals de més, tals com la proximitat d'un país als grans mercats, la qualitat de les infraestructures, la inflació, o la delinqüència. La classificació d'un país a l'índex es basa en la mitjana de 10 subíndexs:
- Obertura d'una empresa: El temps dels procediments, el cost i capital mínim per obrir un nou negoci
- Gestió de permisos de construcció: Procediments de temps i cost per construir un magatzem
- L'ocupació dels treballadors: Índex de dificultat de contractació, la rigidesa de les hores d'índex, índex de dificultat d'acomiadament, rigidesa de l'índex d'ocupació i costos d'acomiadament.
- Registre de propietats: Temps de Procediments, i el cost de registre de béns de comercials.
- Obtenció de crèdit: La força de l'índex de drets legals, la profunditat de l'índex d'informació creditícia.
- La protecció dels inversors: Els índexs sobre l'abast de la divulgació, el grau de responsabilitat dels administradors i la facilitat dels vestits dels accionistes.
- Pagament d'impostos: Nombre d'impostos pagats, hores a l'any dedicades a preparar declaracions d'impostos i l'impost total a pagar com a percentatge del benefici brut.
- Comerç transfronterer: Nombre de documents, el cost i el temps necessaris per exportar i importar.
- Compliment de contractes: Procediments, temps i cost per fer complir un contracte de deute.
- Tancament d'una empresa: Índex de la taxa de recuperació que és una funció de temps, cost i altres factors com la taxa dels préstecs i la probabilitat que l'empresa continua operant.[4]

Per exemple, segons l'informe Doing Business 2010, Austràlia va ocupar el tercer lloc en el primer subíndex "Obertura d'una empresa", només per darrere de Nova Zelanda i el Canadà. A Austràlia hi ha dos procediments requerits per iniciar un negoci que tenen en mitjana dos dies en completar-se. El cost oficial és de 0,8% de l'Ingrés Nacional Brut per capita. No hi ha requisit de capital mínim. En canvi, a Guinea Bissau, que figura entre els pitjors ocupant el lloc 183 en aquest mateix subíndex, hi ha 16 procediments requerits per iniciar un negoci tenint 213 dies per completar. El cost oficial és el 323,0% de l'ingrés nacional brut per capita. Una inversió mínima de capital de 1.006,6% de l'ingrés nacional brut per capita que cal.
Encara que els reglaments menys i més simples sovint implica una classificació més alta, això no sempre és així. La protecció dels drets dels creditors i inversors, així com l'establiment o millora dels registres de propietat i el crèdit, pot significar que es necessita una regulació més.

## Classificació
Rànquing de tots els països de l'informe de 2011.
| 2011 | 2010 | 2009 | País                            |
| ---- | ---- | ---- | ------------------------------- |
| 1    | 1    | 1    | Singapur                        |
| 2    | 2    | 2    | Hong Kong                       |
| 3    | 3    | 3    | Nova Zelanda                    |
| 4    | 5    | 6    | Regne Unit                      |
| 5    | 4    | 4    | Estats Units                    |
| 6    | 6    | 5    | Dinamarca                       |
| 7    | 8    | 8    | Canada                          |
| 8    | 10   | 10   | Noruega                         |
| 9    | 7    | 7    | Irlanda                         |
| 10   | 9    | 9    | Austràlia                       |
| 11   | 13   | 15   | Aràbia Saudita                  |
| 12   | 13   | 16   | Geòrgia                         |
| 13   | 16   | 14   | Finlàndia                       |
| 14   | 18   | 17   | Suècia                          |
| 15   | 14   | 11   | Islàndia                        |
| 16   | 19   | 23   | Corea del Sud                   |
| 17   | 24   | 22   | Estònia                         |
| 18   | 15   | 13   | Japó                            |
| 19   | 12   | 12   | Tailàndia                       |
| 20   | 17   | 24   | Maurici                         |
| 21   | 23   | 21   | Malàisia                        |
| 22   | 25   | 27   | Alemanya                        |
| 23   | 26   | 25   | Lituània                        |
| 24   | 27   | 29   | Letònia                         |
| 25   | 22   | 20   | Bèlgica                         |
| 26   | 31   | 31   | França                          |
| 27   | 21   | 19   | Suïssa                          |
| 28   | 20   | 18   | Bahrain                         |
| 29   | 29   | 30   | Israel                          |
| 30   | 30   | 28   | Països Baixos                   |
| 31   | 48   | 48   | Portugal                        |
| 32   | 28   | 26   | Àustria                         |
| 33   | 46   | 61   | Taiwan (República de la Xina)   |
| 34   | 34   | 32   | Sud-àfrica                      |
| 35   | 51   | 55   | Mèxic                           |
| 36   | 56   | 65   | Perú                            |
| 37   | 40   | 36   | Xipre                           |
| 38   | 32   | 69   | Macedònia del Nord              |
| 39   | 37   | 49   | Colòmbia                        |
| 40   | 33   | 47   | Emirats Àrabs Units             |
| 41   | 42   | 35   | Eslovàquia                      |
| 42   | 53   | 57   | Eslovènia                       |
| 43   | 49   | 40   | Xile                            |
| 44   | 41   | 80   | Kirguizstan                     |
| 45   | 64   | 53   | Luxemburg                       |
| 46   | 47   | 41   | Hongria                         |
| 47   | 35   | 33   | Puerto Rico                     |
| 48   | 43   | 50   | Armènia                         |
| 49   | 62   | 51   | Espanya                         |
| 50   | 39   | 37   | Qatar                           |
| 51   | 44   | 42   | Bulgària                        |
| 52   | 45   | 39   | Botswana                        |
| 53   | 36   | 34   | Saint Lucia                     |
| 54   | 38   | 38   | Azerbaidjan                     |
| 55   | 69   | 73   | Tunísia                         |
| 56   | 55   | 45   | Romania                         |
| 57   | 65   | 60   | Oman                            |
| 58   | 67   | 143  | Ruanda                          |
| 59   | 63   | 64   | Kazakhstan                      |
| 60   | 59   | 58   | Vanuatu                         |
| 61   | 57   | 68   | Samoa                           |
| 62   | 54   | 43   | Fiji                            |
| 63   | 74   | 66   | República Txeca                 |
| 64   | 50   | 44   | Antigua i Barbuda               |
| 65   | 73   | 63   | Turquia                         |
| 66   | 71   | 77   | Montenegro                      |
| 67   | 92   | 87   | Ghana                           |
| 68   | 58   | 82   | Belarús                         |
| 69   | 66   | 54   | Namíbia                         |
| 70   | 72   | 72   | Polònia                         |
| 71   | 52   | 46   | Tonga                           |
| 72   | 77   | 83   | Panamà                          |
| 73   | 60   | 56   | Mongòlia                        |
| 74   | 61   | 52   | Kuwait                          |
| 75   | 70   | 62   | Saint Vincent i les Grenadines  |
| 76   | 90   | 99   | Zàmbia                          |
| 77   | 68   | 59   | Bahames                         |
| 78   | 93   | 91   | Vietnam                         |
| 79   | 89   | 86   | Xina                            |
| 80   | 78   | 74   | Itàlia                          |
| 81   | 75   | 67   | Jamaica                         |
| 82   | 82   | 89   | Albània                         |
| 83   | 85   | 85   | Pakistan                        |
| 84   | 103  | 110  | Croàcia                         |
| 85   | 87   | 71   | Maldives                        |
| 86   | 84   | 81   | El Salvador                     |
| 87   | 76   | 70   | Saint Kitts i Nevis             |
| 88   | 83   | 76   | Dominica                        |
| 89   | 88   | 90   | Sèrbia                          |
| 90   | 94   | 108  | Moldàvia                        |
| 91   | 86   | 102  | República Dominicana            |
| 92   | 91   | 88   | Grenada                         |
| 93   | 79   | 79   | Kiribati                        |
| 94   | 106  | 116  | Egipte                          |
| 95   | 111  | 105  | Seychelles                      |
| 96   | 104  | 96   | Salomó                          |
| 97   | 81   | 78   | Trinitat i Tobago               |
| 98   | 95   | 84   | Kenya                           |
| 99   | 80   | 75   | Belize                          |
| 100  | 101  | 98   | Guyana                          |
| 101  | 110  | 117  | Guatemala                       |
| 102  | 105  | 97   | Sri Lanka                       |
| 103  | 102  | 95   | Papua Nova Guinea               |
| 104  | 107  | 111  | Etiòpia                         |
| 105  | 99   | 103  | Iemen                           |
| 106  | 124  | 122  | Paraguai                        |
| 107  | 119  | 115  | Bangladesh                      |
| 108  | 98   | 93   | Illes Marshall                  |
| 109  | 109  | 100  | Grècia                          |
| 110  | 116  | 119  | Bòsnia i Hercegovina            |
| 111  | 100  | 104  | Jordània                        |
| 112  | 96   | 94   | Brunei                          |
| 113  | 108  | 101  | Líban                           |
| 114  | 128  | 130  | Marroc                          |
| 115  | 118  | 112  | Argentina                       |
| 116  | 123  | 123  | Nepal                           |
| 117  | 117  | 113  | Nicaragua                       |
| 118  | 115  | 114  | Swazilàndia                     |
| 119  | 113  | 107  | Kosovo                          |
| 120  | 97   | 92   | República de Palau              |
| 121  | 122  | 129  | Indonèsia                       |
| 122  | 112  | 106  | Uganda                          |
| 123  | 120  | 118  | Rússia                          |
| 124  | 114  | 109  | Uruguai                         |
| 125  | 121  | 120  | Costa Rica                      |
| 126  | 135  | 140  | Moçambic                        |
| 127  | 129  | 127  | Brasil                          |
| 128  | 131  | 126  | Tanzània                        |
| 129  | 137  | 142  | Iran                            |
| 130  | 138  | 133  | Equador                         |
| 131  | 141  | 136  | Hondures                        |
| 132  | 146  | 147  | Cap Verd                        |
| 133  | 132  | 131  | Malawi                          |
| 134  | 133  | 132  | Índia                           |
| 135  | 139  | 137  | Cisjordània i Gaza              |
| 136  | 136  | 134  | Algèria                         |
| 137  | 125  | 121  | Nigèria                         |
| 138  | 130  | 128  | Lesotho                         |
| 139  | 152  | 164  | Tadjikistan                     |
| 140  | 134  | 144  | Madagascar                      |
| 141  | 127  | 125  | Federated States of Micronesia  |
| 142  | 126  | 124  | Bhutan                          |
| 143  | 148  | 156  | Sierra Leone                    |
| 144  | 143  | 138  | Síria                           |
| 145  | 142  | 145  | Ucraïna                         |
| 146  | 140  | 135  | Gàmbia                          |
| 147  | 145  | 139  | Cambodja                        |
| 148  | 144  | 141  | Filipines                       |
| 149  | 161  | 158  | Bolívia                         |
| 150  | 150  | 146  | Uzbekistan                      |
| 151  | 147  | 155  | Burkina Faso                    |
| 152  | 157  | 152  | Senegal                         |
| 153  | 156  | 162  | Mali                            |
| 154  | 154  | 149  | Sudan                           |
| 155  | 149  | 159  | Libèria                         |
| 156  | 158  | 151  | Gabon                           |
| 157  | 159  | 160  | Zimbàbue                        |
| 158  | 163  | 157  | Djibouti                        |
| 159  | 162  | 153  | Comores                         |
| 160  | 165  | 166  | Togo                            |
| 161  | 155  | 148  | Surinam                         |
| 162  | 151  | 154  | Haití                           |
| 163  | 169  | 170  | Angola                          |
| 164  | 170  | 169  | Guinea Equatorial               |
| 165  | 166  | 161  | Mauritània                      |
| 166  | 153  | 150  | Iraq                            |
| 167  | 160  | 168  | Afganistan                      |
| 168  | 171  | 167  | Camerun                         |
| 169  | 168  | 163  | Costa d'Ivori                   |
| 170  | 172  | 172  | Benín                           |
| 171  | 167  | 165  | Laos                            |
| 172  | 177  | 178  | Veneçuela                       |
| 173  | 174  | 174  | Níger                           |
| 174  | 164  | 173  | Timor-Leste                     |
| 175  | 182  | 182  | República Democràtica del Congo |
| 176  | 181  | 181  | Guinea Bissau                   |
| 177  | 179  | 179  | Congo                           |
| 178  | 180  | 180  | São Tomé i Príncipe             |
| 179  | 173  | 171  | Guinea                          |
| 180  | 175  | 175  | Eritrea                         |
| 181  | 176  | 177  | Burundi                         |
| 182  | 183  | 183  | República Centreafricana        |
| 183  | 178  | 176  | Txad                            |

De Corea del Nord, Turkmenistan, Somàlia, Líbia, Cuba i del Sàhara Occidental no hi ha dades.